# Зволле (футбольний клуб)
ПЕК Зволле (нід. PEC Zwolle) — нідерландський професійний футбольний клуб з однойменного міста, заснований 12 липня 1910 року. Виступає в Еерстедивізі, другій за силою нідерландській лізі, після пониження з Ередивізі за підсумками сезону 2021—22. Домашні матчі команда проводить на стадіоні «МАК³ПАРК», який вміщує 13 250 глядачів.
Загалом Зволле провів на найвищому рівні 16 зезонів, найкращим досягненням клубу є 6-е місце в 2015 році. Вони виграли Кубок Нідерландів у 2014 році, а також досягали фіналу в 1928, 1977 і 2015 роках.

## Досягнення
- Кубок Нідерландів
  - Володар (1): 2013–14
  - Фіналіст (2): 1927–28, 1976–77, 2014–15
- Суперкубок Нідерландів
  - Володар (1): 2014

## Поточний склад команди

### Основний склад
На 20 грудня 2024 року
| №  | Поз. | Нац.       | Гравець                              |
| -- | ---- | ---------- | ------------------------------------ |
| 1  | ВР   | Нідерланди | Яспер Схенделаар                     |
| 2  | ЗХ   | Кюрасао    | Шерел Флоранус                       |
| 3  | ЗХ   | Нідерланди | Олів'є Аертссен                      |
| 4  | ЗХ   | Ірландія   | Анселмо Гарсія Макналті              |
| 5  | ЗХ   | Бельгія    | Тьєррі Лутонда                       |
| 6  | ЗХ   | Марокко    | Ануар Ель Аззузи                     |
| 7  | ПЗ   | Данія      | Юнес Намлі                           |
| 9  | НП   | Суринам    | Ділан Венте (в оренді з «Гіберніан») |
| 10 | ПЗ   | Нідерланди | Деві ван ден Берг (капітан)          |
| 11 | НП   | Бельгія    | Ділан Мбайо                          |
| 17 | ПЗ   | США        | Ентоні Фонтана                       |
| 18 | ПЗ   | Нідерланди | Одіссеус Веланас                     |
| 21 | ПЗ   | Нідерланди | Самір Лагсір                         |
| 22 | НП   | Нідерланди | Кай де Руіж                          |
| 23 | ПЗ   | Індонезія  | Еліано Рейндерс                      |

| №  | Поз. | Нац.          | Гравець                              |
| -- | ---- | ------------- | ------------------------------------ |
| 25 | ВР   | Нідерланди    | Кеннет Вермер                        |
| 28 | ЗХ   | Данія         | Сімон Гравес (в оренді з «Палермо»)  |
| 29 | НП   | Нідерланди    | Томас Бютінк                         |
| 30 | ПЗ   | Нова Зеландія | Раян Томас                           |
| 33 | ЗХ   | Нідерланди    | Даміан ван дер Гаар                  |
| 34 | ПЗ   | Нідерланди    | Нік Фіхтінгер                        |
| 35 | ПЗ   | Кабо-Верде    | Жаміру Монтейру                      |
| 37 | ПЗ   | Нідерланди    | Мохамед Укхатту                      |
| 38 | ПЗ   | Нідерланди    | Теун Гійселхарт                      |
| 40 | ВР   | Нідерланди    | Майк Гауптмайєр                      |
| 41 | ВР   | Нідерланди    | Дюк Вердайн                          |
| 47 | ЗХ   | Нідерланди    | Трістан Гоойєр (в оренді з «Аякса»)  |
| 50 | ПЗ   | Болгарія      | Філіп Крастев (в оренді з «Ломмеля») |
| 77 | ПЗ   | Гана          | Брейдон Ману                         |

### Тренерський штаб
- Головний тренер: Арт Лангелер
- Асистент головного тренера: Клаус Буквег
- Тренер воротарів: Сірд ван дер Берг

## Відомі тренери
- Ко Адріансе
- Петер Буве
- Тео де Йонг
- Ян Еверс